# سيكيجي ساسانو
سيكيجي ساسانو (笹野積次) ،هو لاعب كرة قدم ياباني شارك في دورة الألعاب الأولمبية الصيفية عام 1936 في برلين.

## روابط خارجية
- سيكيجي ساسانو على موقع أوليمبيديا (الإنجليزية)

- Japan Football Association Official Site